# J.B. Pritzker
Jay Robert "J.B." Pritzker, född 19 januari 1965 i Atherton i Kalifornien, är en amerikansk affärsman, filantrop och demokratisk politiker. Han är guvernör i Illinois sedan den 14 januari 2019. 
Den 6 november 2018 besegrade Pritzker den sittande guvernören Bruce Rauner. Han är den tredje rikaste amerikanska politiker någonsin efter Michael Bloomberg och Donald Trump. Den amerikanska ekonomitidskriften Forbes rankade Pritzker till att vara världens 847:e rikaste med en förmögenhet på 3,4 miljarder amerikanska dollar för den 17 januari 2021.
J.B. Pritzker föddes till en ukrainskättad judisk familj som var framträdande i affärer och filantropi under slutet av 1900-talet. Han är syskon med Penny Pritzker, tidigare handelsminister i USA.
Han tog en kandidatexamen i statsvetenskap från Duke University. Pritzker avlade sedan en juristexamen från Northwestern University School of Law. 
I mellanårsvalet 2018 besegrade Pritzker den sittande guvernören Bruce Rauner. Pritzker fick 54 procent av rösterna, medan Rauner fick 39 procent.
År 1993 gifte han sig med Mary Kathryn "MK" Münster. Paret har två barn.